# Magiche leggende
Magiche leggende (The Magical Legend of the Leprechauns) è una miniserie TV in due puntate del 1999 diretta da John Henderson.

## Trama
Jack Woods, importante uomo d'affari statunitense, è in viaggio di lavoro in Irlanda con l'obiettivo di acquistare un intero paesino per costruirvi una casa di riposo per ricchi. L'uomo, dopo aver preso in affitto un cottage in campagna sull'isola incantata di Smeraldo, si accorge che la casa è abitata da una famiglia di folletti, Seamus Muldoon, la moglie ed il figlio Mickey. Il folletto, insieme ai suoi amici, si diverte ad infiltrarsi in un ballo in costume delle fate, soprattutto per poter vedere la principessa Jessica, di cui si è innamorato. Il loro amore riaccende una faida tra i folletti e gli elfi che si intensifica in una guerra. Il Grande Spirito avverte delle conseguenze terribili e Jack, insieme a Kathleen Fitzpatrick, una donna del luogo di cui si è innamorato, è incaricato dalla coppia in fuga di riportare la pace.